# Декларация воспроизведения искусства и культурного наследия
Декларация воспроизведения искусства и культурного наследия (англ. Reproduction of Art and Cultural Heritage, сокр. ReACH) — документ, который при поддержке ЮНЕСКО в декабре 2017 года подписали девять мировых музейных институций, включая Эрмитаж, Лувр, Музей Виктории и Альберта и других. Декларация утверждает необходимость создания цифровых копий произведений искусства и их размещения в открытым доступе. Предполагается, чтобы документ служил в качестве аргумента за цифровизацию при обсуждении приоритетов в стратегии развития музеев. По сути документ является конвенцией, так как призывает к участию другие музейные институции.
В числе неупомянутых подписавшихся участников — Дворцовый музей (Пекин), Институт Варбурга (Лондон), Институт по сохранению культурного наследия Йельского университета (Нью-Хейвен), Музей Ближнего Востока (Берлин), Смитсоновский институт (Вашингтон), Художественный фонд Factum Arte (Мадрид). Активное содействие инициативе оказали Google Arts & Culture.
Финансовую поддержку процессу оказал российский фонд Зиявудина Магомедова «Пери».
В декларации приведены примеры технологий создания копий, такие как фотофиксация, 3D-моделирование и сканирование, использование средств VR. Также особое внимание уделено созданию объемных копий картин для слабовидящих.
В сети обсуждение декларации ведется под тэгом #ReACHDialogue.